# استیپل‌هرست
استیپل‌هرست (به انگلیسی: Staplehurst) یک روستا و محله مدنی در بریتانیا است که در Maidstone واقع شده‌است. استیپل‌هرست ۶٬۰۰۳ نفر جمعیت دارد.